# Эффект Литтла — Паркса
Эффект Литтла — Паркса был обнаружен в 1962 году Уильямом А. Литтлом и Роландом Д. Парком в экспериментах с тонкостенными сверхпроводящими цилиндрами помещёнными в параллельное магнитное поле. Это одно из первых указаний на важность куперовского спаривания.
Суть эффекта заключается в незначительном подавлении сверхпроводимости незатухающим током.
Результаты схематически показаны на рис. где наблюдаются периодические осцилляции критической температуры (Тс) на параболическом фоне.

## Объяснение
Электрическое сопротивление таких цилиндров демонстрирует периодические колебания в зависимости от магнитного потока, пронизывающего этот цилиндр, с периодом
h/2e ≈ 2,07⋅10−15 T⋅m2
где h — это постоянная Планка, а e — это абсолютный заряд электрона. Объяснение Литтла и Паркса состоит в том, что осцилляции сопротивления отражают более фундаментальное явление, то есть периодические колебания температуры перехода в сверхпроводящее состояние Tc.

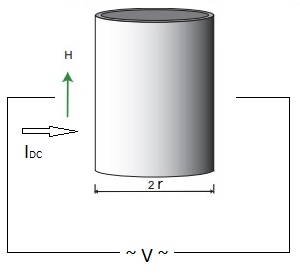
Схематическое изображение эксперимента Литтла — Паркса

Эффект Литтла — Паркса состоит в периодическом изменении Tc с магнитным потоком, который равен произведению магнитного поля (коаксиального) и площади поперечного сечения цилиндра. Тс зависит от кинетической энергии (КЭ) сверхпроводящих электронов. Точнее, Tc — это такая температура, при которой свободные энергии нормальных и сверхпроводящих электронов равны, для данного магнитного поля. Чтобы понять периодические колебания Tc, необходимо разобраться в периодическом изменении кинетической энергии. КЭ осциллирует, поскольку приложенный магнитный поток увеличивает КЭ в то время как сверхпроводящие вихри, периодически пронизывающие цилиндр, компенсируют действие магнитного потока и снижают КЭ. Таким образом, периодические колебания кинетической энергии и соответствующие периодические осцилляции критической температуры происходят вместе.
Эффект Литтла — Паркса результат коллективного квантового поведения сверхпроводящих электронов. 
Эффект Литтла — Паркса можно рассматривать как результат требования, что квантовая физика должна быть инвариантна относительно выбора калибровки для электромагнитного потенциала, часть которого составляет магнитный векторный потенциал A.
Электромагнитная теория предполагает, что частицы с электрическим зарядом Q двигающаяся по некоторому пути P в области с нулевым магнитным полем B, но не нулевым, A (потому что {\displaystyle \mathbf {B} =0=\nabla \times \mathbf {A} }), приобретает фазовый сдвиг {\displaystyle \varphi }, заданный в единицах Си как
{\displaystyle \varphi ={\frac {q}{\hbar }}\int _{P}\mathbf {A} \cdot d\mathbf {x} ,}
В сверхпроводнике электроны образуют квантовый сверхпроводящий конденсат, называемый конденсатом Бардина — Купера — Шриффера (БКШ). В конденсате БКШ все электроны ведут себя когерентно, то есть как одна частица. Таким образом, фаза коллективной волновой функции ведёт себя под воздействием векторного потенциала A так же, как фаза одного электрона. Поэтому конденсат БКШ текущий по замкнутому контуру в многосвязных сверхпроводящих образцах приобретает разность фаз Δφ определяемую магнитным потоком ΦB через площадь, ограниченную контуром (по теореме Стокса и {\displaystyle \nabla \times \mathbf {A} =\mathbf {B} }), по формуле:
{\displaystyle \Delta \varphi ={\frac {q\Phi _{B}}{\hbar }}.}
Эта фаза отвечает за квантование магнитного потока и эффект Литтла — Паркса в сверхпроводящих кольцах и пустых цилиндрах. Квантование возникает из однозначности сверхпроводящей волновой функции в кольце или пустотелом сверхпроводящем цилиндре: её разность фаз Δφ вокруг замкнутого контура должна быть кратной 2π, с зарядом q = 2e для куперовских пар.
Если период осцилляций Литтла — Паркса 2π по отношению к сверхпроводящей фазе, то из формулы выше следует, что период относительно магнитного потока равен кванту магнитного потока, а именно
{\displaystyle \Delta \Phi _{B}=2\pi \hbar /2e=h/2e.}

## Приложения
Эффект Литтла — Паркса широко используется для доказательства механизма куперовского спаривания. Одним из хороших примеров является изучение перехода сверхпроводник — диэлектрик.

СЭМ изображение малого кольца (диаметром ~200 нм).

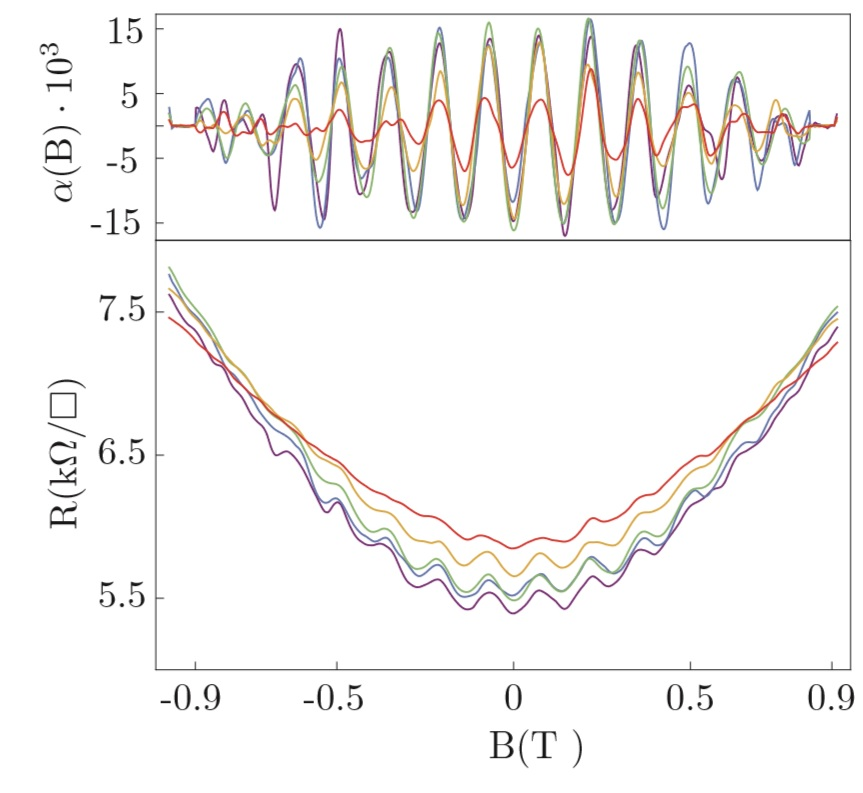
Типичный осцилляции Литтла — Паркса для разных температур

Трудность заключается в том, чтобы отделить осцилляции Литтла — Паркса от слабой (анти-)локализации (Альтшулер и соавт., где авторы наблюдали осцилляции Ааронова — Бома в грязных металлических плёнках).

## История
Фриц Лондон предсказал, что магнитный поток квантуется в многосвязных сверхпроводниках. Экспериментально было показано, , что захваченный магнитный поток существовал только для дискретных квантовых значений h/2e. Дивер и Файрбэнк измерили квантование с точностью 20-30 % определяемую толщиной стенок цилиндра.

Литтл и Паркс рассмотрели тонкостенные (материалы: Al, In, Pb, Sn и Sn-In-сплавы) цилиндры (диаметр около 1 микрона) при Т вблизи температуры перехода в коаксиальном магнитном поле. Они наблюдали осцилляции магнитосопротивления 
Они на самом деле измеряли малые изменения сопротивления в зависимости от температуры для различных постоянных магнитных полей, как это показано на рис.